# Sengelsberg (Pfalz)
Der Sengelsberg ist ein insgesamt 431,0 Meter hoher Berg im Pfälzerwald.

## Geographie

### Lage
Der Berg befindet sich auf der größtenteils auf der Waldgemarkung der kreisfreien Stadt Pirmasens;lediglich Teile der Ostflanke gehören zur Gemarkung der Ortsgemeinde Lemberg. An seinem Westfuß erstreckt sich der Pirmasenser Stadtteil Ruhbank; dort befindet sich eine. Ortslage namens Sengelsberg. Unmittelbar nördlich schließt sich der Kleine Arius an.

### Naturräumliche Zuordnung
Zusammenfassend folgt die naturräumliche Zuordnung des Sengelsbergs folgender Systematik:
- Großregion 1. Ordnung: Schichtstufenland beiderseits des Oberrheingrabens
- Großregion 2. Ordnung: Pfälzisch-Saarländisches Schichtstufenland
- Großregion 3. Ordnung: Pfälzerwald
- Region 4. Ordnung (Haupteinheit): Wasgau
- Region 5. Ordnung: Südwestlicher Pfälzerwald

## Geschichte
Ursprünglich lag der Berg komplett auf Gemarkung der Gemeinde Lemberg; seit der Umgliederung von Ruhbank nach Pirmasens im Jahr 1956 liegt er größtenteils auf Gemarkung letzterer.

## Natur
An seiner Ostflanke befindet sich der als Naturdenkmal eingestufte Kanzelfels und an seinem Nordostfuß mit dem Starkenbrunnen ein weiteres Naturdenkmal. Letzterer ist zudem als Ritterstein 223 ausgewiesen.

## Tourismus
An seinem Nordostfuß befindet sich das vom Pfälzerwald-Verein betriebene Waldhaus Starkenbrunnen. Über den Sengelsberg verlaufen der Rundwanderweg Pirmasenser Felsenwald, die Südroute der Pfälzer Jakobswege sowie ein Wanderweg, der mit einem grünen Kreuz markiert ist und der von Freinsheim bis zum Erlenkopf verläuft.